# Vol Aeroflot 3603
Le vol Aeroflot 3603 était un vol intérieur de passagers reliant Krasnoïarsk à Norilsk, à l'époque en Union soviétique, aujourd'hui en Russie, assuré par un Tupolev Tu-154. Il s’écrasa alors qu'il tentait d'atterrir le 17 novembre 1981. Sur les 167 passagers et membres d'équipage à bord, 99 furent tués dans l'accident.

## Accident
Il faisait sombre et il y avait une faible couverture nuageuse avec une base à environ 400 pieds lorsque le Tupolev Tu-154 commença son approche de l'aéroport de Norilsk. L'avion était à environ 2,5 tonnes au-dessus de son poids calculé et son centre de gravité était au-delà de la limite avant de l’avion. Le nez alourdi provoqua la descente du vol 3603 au-dessous du plan de descente alors qu’il effectuait son approche finale. Le capitaine amorça une remise des gaz, mais l'avion de ligne s’écrasa sur un monticule à environ 1 500 pieds du seuil de piste. Quatre membres de l'équipage ainsi que 95 passagers périrent dans l'accident.